# سيد عسكر موسوي
سيد عسكر موسوي هو كاتب وروائي معاصر في أفغانستان، وهو مؤلف كتاب "The Hazaras of Afghanistan" الذي نشرته جامعة كامبريدج في 29 يناير 2009.

## الولادة والعائلة
سيد عسكر موسوي من مواليد 1956، ينتمي إلى عائلة تنتمي إلى مجموعة الهزارة العرقية في كابول، أفغانستان.